# Ged Brannan
Ged Brannan (ur. 15 stycznia 1972) – piłkarz angielski występujący na pozycji pomocnika. Podczas występów w Motherwell dostał powołanie do reprezentacji Kajmanów, jednak na jego występy w tej drużynie nie wyraziła zgody FIFA.